# Горка-Покровская (Новленский сельсовет)
Горка-Покровская — деревня в Вологодском районе Вологодской области.
Входит в состав Новленского сельского поселения (с 1 января 2006 года по 8 апреля 2009 года входила в Березниковское сельское поселение), с точки зрения административно-территориального деления — в Березниковский сельсовет.
Расстояние до районного центра Вологды по автодороге — 73 км, до центра муниципального образования Новленского по прямой — 10 км. Ближайшие населённые пункты — Кобелево, Сазоново, Анфалово, Подберезье, Сяма, Березник.
В деревне расположена Покровская Сямская церковь, в которой крестили Владимира Гиляровского.
По переписи 2002 года население — 17 человек.